# 永乐镇 (奉节县)
永乐镇，是中华人民共和国重庆市奉节县下辖的一个乡镇级行政单位。

## 行政区划
永乐镇下辖以下地区：
幺店社区、江南社区、陈家社区、白龙村、酒溜村、丰收村、永乐村、大坝村、铁甲村和长凼村。